# Ролаш
Ро́лаш (Острів Гагу Кутінью; порт. Ilhéu das Rolas) — невеликий острів у складі Сан-Томе і Принсіпі, третій за величиною площі і третій взагалі заселений. Адміністративно відносяться до округу Кауї.
Острів розташований за 2 км на південь від крайнього південного мису Лама-Порку острова Сан-Томе, від якого відокремлений протокою Ролаш. Острів має неправильну компактну форму з декількома півостровами. Острів гористий, вкритий лісами. Береги місцями стрімкі та скелясті, поширені пляжі. Довжина острова 2,3 км, ширина — до 1,4 км. На крайньому півночі острів має видовжений півострів з порізаними берегами.
На Ролаші проживає приблизно 200 осіб, які працюють у туристичному бізнесі. Острів перетинається екватором у північній його частині, що слугує розвитку туризму. Тут зведено відповідний пам'ятний знак. На острові збудовано декілька готелів, які дуже популярні у туристів.

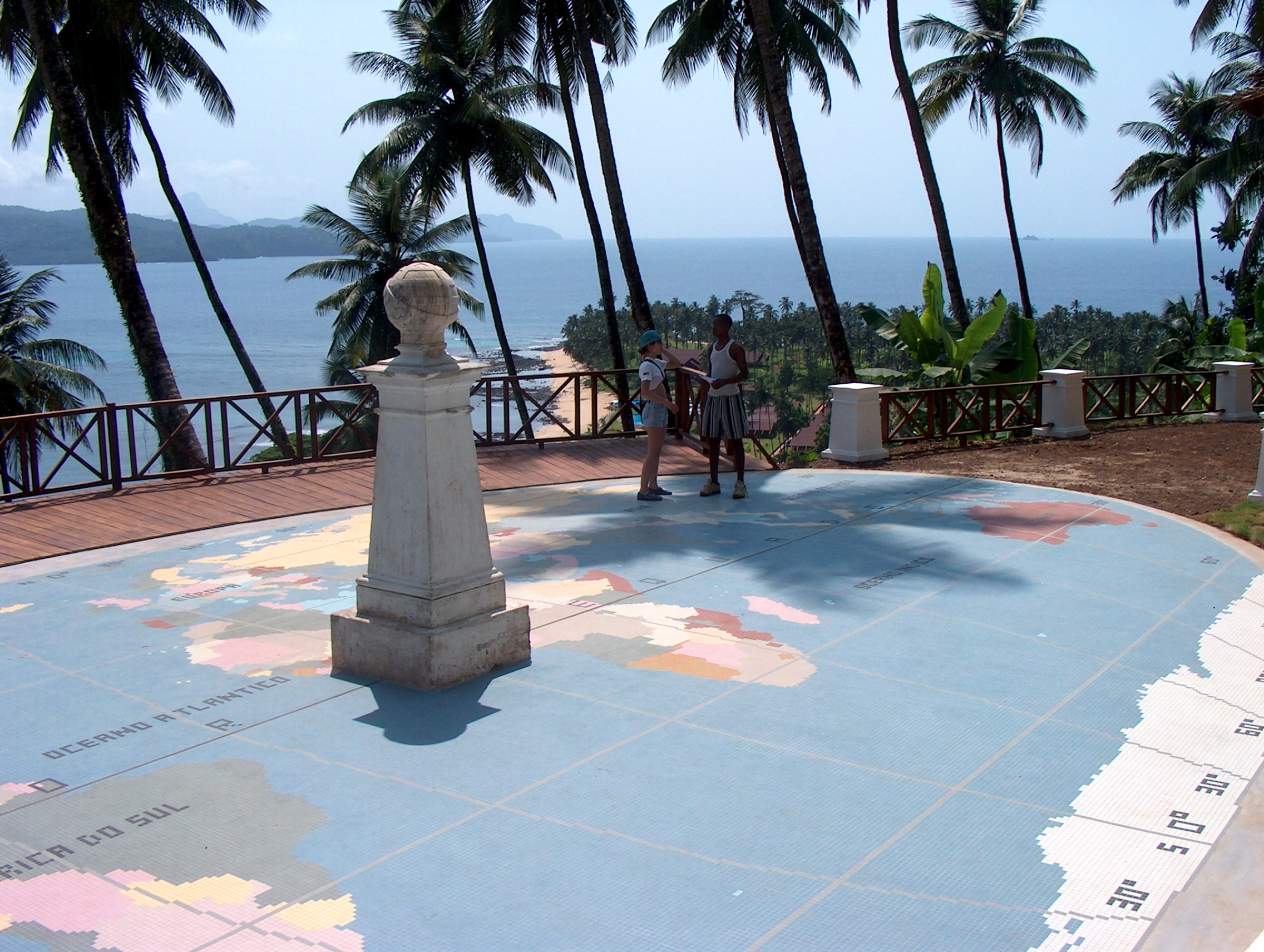
Тут проходить екватор
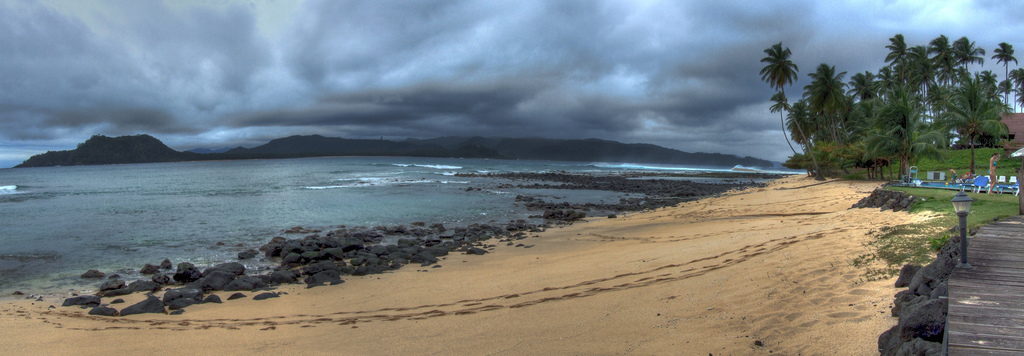
Пляжі острова
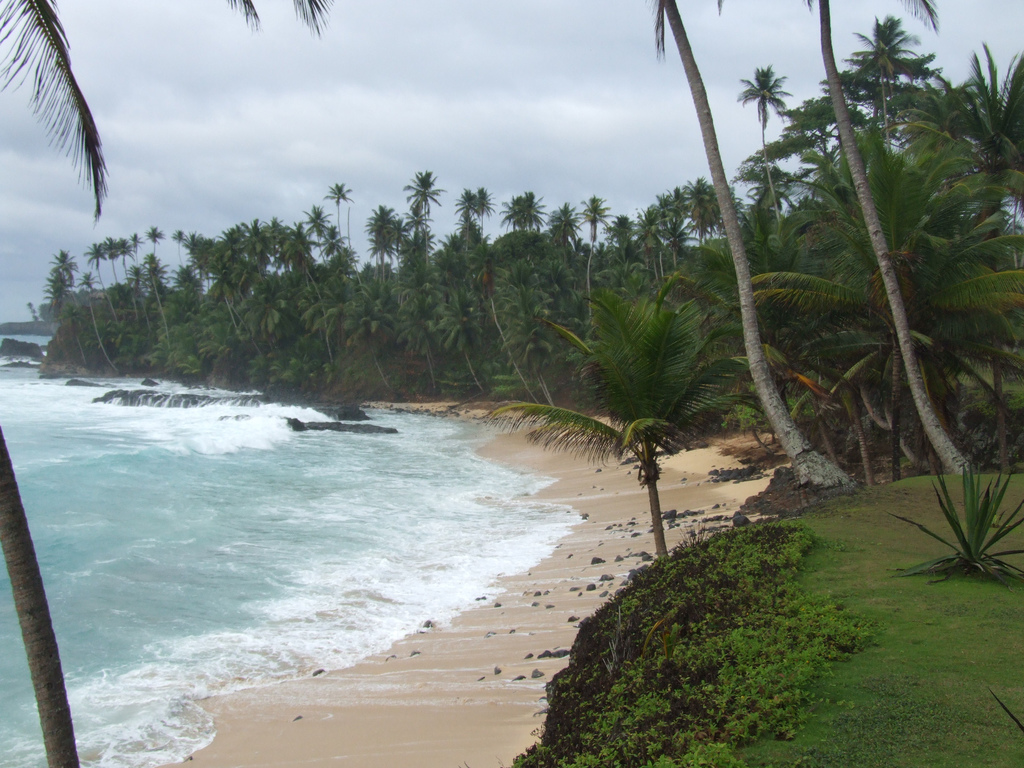
Бурхливий океан
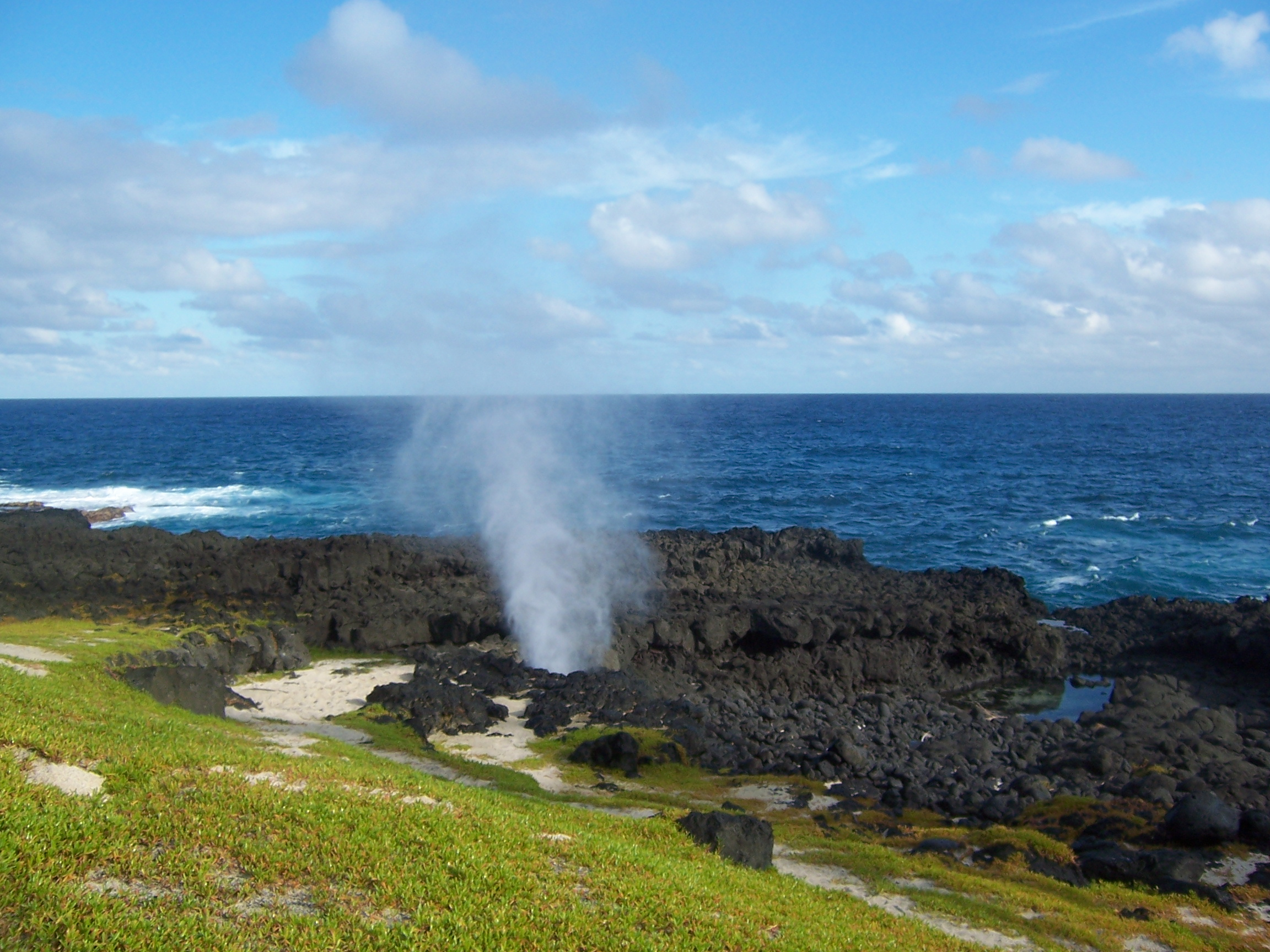
На острові є гейзери